# Vandenboschia hokurikuensis
Vandenboschia hokurikuensis är en hinnbräkenväxtart som beskrevs av Ebihara. Vandenboschia hokurikuensis ingår i släktet Vandenboschia och familjen Hymenophyllaceae. Inga underarter finns listade.